# اس‌ام یوبی-۵۹
اس‌ام یوبی-۵۹ (به انگلیسی: SM UB-59) یک زیردریایی است که طول آن ۵۵٫۸۵ متر (۱۸۳٫۲ فوت) می‌باشد. این زیردریایی در سال ۱۹۱۷ ساخته شد.